# ソユーズTM-11
ソユーズTM-11 (Союз ТМ-11 / Soyuz TM-11) は、宇宙ステーション・ミールへの往来を目的とした、11回目の有人ミッションである。コールサインは「デルベーント」。TBSのジャーナリストで宇宙飛行士の秋山豊寛が、日本人として初めて宇宙を訪れ、その様子は特別番組『日本人初!宇宙へ』で放映された。

## 乗組員

### 打上げ時
- ヴィクトル・アファナシェフ (1) -  ソビエト連邦
- ムーサ・マナロフ (2) -  ソビエト連邦
- 秋山豊寛 (1) -  日本

### 帰還時
- ヴィクトル・アファナシェフ (1) -  ソビエト連邦
- ムーサ・マナロフ (2) -  ソビエト連邦
- ヘレン・シャーマン (1) -  イギリス

### バックアップ
- アナトリー・アルツェバルスキー -  ソビエト連邦
- セルゲイ・クリカレフ (1) -  ソビエト連邦
- 菊地涼子 -  日本

## ミッションハイライト
打ち上げの際、ソユーズロケットのブースターやノーズフェアリングに日本の国旗と「TBS宇宙プロジェクト」スポンサー各社の広告ならびにTBSのロゴマークが描かれた。降下モジュールに持ち込まれたカメラは、秋山の所属するTBSに宇宙飛行士の映像を送った。
ソユーズTM-11は、ミールとドッキングする直前に日本の上空が飛行ルートに当たったことから、ドッキングに備えてランデブー飛行するミールとソユーズTM-11を、日本各地から見ることができた（地上は既に暗くなりつつあるものの、上空のミールとソユーズは、日没直後で太陽光を多く反射する好条件が揃ったために良く見えた）。
TBSはソ連の宇宙機関グラブコスモス (Главкосмос / GLAVKOSMOS) にこの飛行の資金を提供した。ソビエト連邦政府は、これを彼らの初めての商業飛行と呼び、1400万ドルを得たという。秋山は宇宙滞在期間中、毎日10分間のテレビ番組1つと20分間のラジオ番組2つに出演した。170kgの放送機材はプログレスM補給船で運ばれ、ソユーズTM-10でミールに滞在していたゲンナジー・マナコフとゲンナジー・ストレカロフによって前もって組み立てられていた。テレビカメラ（ソニー製）はPAL方式であり、ミールからモスクワまでの地上伝送はSECAM方式であった。日本での放送はNTSC方式で行われた。秋山の座席は12月5日にTM-10に移された。12月8日にTM-10は帰還を開始した。秋山たちの着陸の様子は、TBSによってカザフスタンから中継された。（「映像情報メディア工学総合大事典」継承技術編）
ソユーズTM-11は175日間ミールとドッキングしたのち、ソユーズTM-12でミールを訪れたヘレン・シャーマンを含む3人で地球へ帰還した。
ちなみに、ソユーズTM-11と同日にアメリカではSTS-35（コロンビア）が打上げられた。この時、宇宙空間には12人の人間が滞在していたことになり、これは『同時に宇宙空間に滞在していた人数』として当時の新記録であった（この記録は1995年3月14日に破られた）。